# 64. Kurentovanje (2024)
Kurentovanje 2024 je bil štiriinšestdeseti uradni ptujski karneval, med 3. in 13. februarjem, z enajstdnevnim dogajanjem, kot glavni organizator Javni zavod Ptuj v sodelovanju z MO Ptuj.
Gre za enega najbolj prepoznavnih in mednarodno uveljavljenih karnevalov v Evropi, pa tudi širše. Od leta 2017 je Kurentovo obredje vpisano na seznam nesnovne kulturne dediščine UNESCO. Vsakoletni vrhunec je Mednarodna karnevalska povorka na pustno nedeljo, z povprečno 50.000 obiskovalci. 
Letošnja sprememba oziroma novost je prestavitev nočnega spektakla iz pustnega petka na pustno soboto in pa novo izvoljeni, že 19. princ ptujskega karnevala, Francesco Guffante, ptujski mestni sodnik.
Častni pokrovitelj Kurentovanja je bil Marko Lotrič, predsednik Državnega sveta Republike Slovenije.
Dogodek je bil razdeljen na dva ločena dela: karnevalsko/etnografski prikaz mask in komercialni program.
V 11 dneh je na vseh povorkah in prikazih nastopilo skupaj 6,800 etnografskih in karnevalskih mask.
Letos so "MESTNI" PUSTNI KORZO na novo preimenovali v "SOBOTNI" PUSTNI KORZO.

## Spored kurentovanja
Vsak večer med 4. in 12. februarjem so ob 18. uri so v mestu nastopali tudi kurenti (koranti).

### Uvod v pustni čas
| Od   | Dogodek                      | Dan                                                                                   | Obisk           |
| ---- | ---------------------------- | ------------------------------------------------------------------------------------- | --------------- |
| 2001 | 24. kurentov (korantov) skok | Polnočno obredje ob ognju na Zokijevi domačiji v Budini (Svečnica – 2. na 3. februar) | +1.000 kurentov |

### Glavni tradicionalni dogodki
| Od                                  | Dogodek                               | Dan                       | Obisk     |
| ----------------------------------- | ------------------------------------- | ------------------------- | --------- |
| Etnografski in karnevalski sprevodi |                                       |                           |           |
| 1998                                | 27. otvoritvena etnografska povorka   | predpustna sobota (3.2.)  | 15.000    |
| 2017                                | 8. dan kurentovih (korantovih) skupin | pustna sreda (7.2.)       | več tisoč |
| 1873                                | 11. sobotni pustni korzo              | pustna sobota (10.2.)     | več tisoč |
| 2013                                | 11. sobotni pustni korzo              | pustna sobota (10.2.)     | več tisoč |
| 2015                                | 9. nočni spektakel                    | pustna sobota (10.2.)     | več tisoč |
| 1960                                | 64. mednarodna karnevalska povorka    | pustna nedelja (11.2.)    | + 20.000  |
| 1960                                | 12. povorka otrok iz vrtcev           | pustni ponedeljek (12.2.) | N/A       |
| 1960                                | 64. pokop pusta                       | pustni torek (13.2.)      | več tisoč |

### Večerni prikazi ptujskih etnografskih likov
| V starem mestnem jedru vsak dan ob 18. uri (na pustno soboto izjemoma ob 12.30) |                                                             |                       |
| 4.2.                                                                            | Pokači, Ruse, Kurenti in Koranti                            | predpustna nedelja    |
| 5.2.                                                                            | Orači, Baba deda nosi, Kurenti in Koranti                   | predpustni ponedeljek |
| 6.2.                                                                            | Cigani, Kurenti in Koranti                                  | predpustni torek      |
| 8.2.                                                                            | Kopjaši, Piceki, Vile, Tlačani, Medvedi, Kurenti in Koranti | pustni četrtek        |
| 9.2.                                                                            | Jürek in rabolj, Ploharji, Kurenti in Koranti               | pustni petek          |
| 10.2.                                                                           | Kurenti in Koranti                                          | pustna sobota         |
| 12.2.                                                                           | Kurenti in Koranti                                          | pustni ponedeljek     |

### Spremljevalni program
| Od   | Dobrodelni kuharski dogodek | Dan                      | Obisk |
| ---- | --------------------------- | ------------------------ | ----- |
| 2006 | 19. Obarjada                | predpustna sobota (3.2.) | 8.000 |

| Od   | Slikarstvo     | Slikarstvo         | Dan                      |
| ---- | -------------- | ------------------ | ------------------------ |
| 2009 | 16. Ex tempore | Likovna kolonija   | predpustna sobota (3.2.) |
| 2009 | 16. Ex tempore | Otvoritev razstave | pustna sobota (10.2.)    |

## Glavni dogodki

### 24. Kurentov skok (2.2.–3.2)
Zvonko Križaj (Matevž Zoki II) je hotel obuditi običaj iz otroštva, ko so si njegov oče in sosedje ob Svečnici točno ob polnoči, prvič nadeli zvonce.
Je obredni ples kurentov ob ognju, ki se zgodi vedno na Svečnico, točno ob polnoči na prehodu iz 2. na 3. februar, ki si ga je 2. karnevalski princ Matevž Zoki II. leta 2001 izmislil, oziroma obudil star običaj iz svojega domačega okoliša. Zato vse od tedaj na njegovi domačiji v Budini, nedaleč stran od Ptujske rance in tik pod Ptujskim jezerom, zdaj že tradicionalno vsako leto ta čas poteka ta dogodek. Na njem se zbere tudi več sto kurentov in je uvod (čeprav neuraden) v celotno pustno dogajanje, saj je to povsem samostojen in ločen ljudski dogodek, ki ni povezan z uradnim karnevalom. Za ta dogodek je značilno, da si kurenti ne nadenejo kožuha in maske, gor si dajo le zvonce, ježevke in gamaše. Zbralo se je čez 1000 kurentov.

### 27. Otvoritvena etnografska povorka (3.2.)
Medcelinsko srečanje etnografskih pustnih likov poteka že od leta 1998, zmeraj na predpustno soboto dopoldan ob 11. uri, kot otvoritvena povorka v 11 dnevno karnevalsko pustno dogajanje. Na njem nastopajo samo tradicionalni etnografski pustni liki iz več evropskih držav. Poleg naših domačih likov kot so kurenti (koranti), baba nosi deda, pokači, ploharji, ruse, piceki, nagajivi medved, orači, vile in pustni plesači, nastopajo še tradicionalne pustne šeme iz tujine kot so Avstrija, Italija, Severna Makedonija, Bolgarija, Hrvaška itd. 
Na otvoritveni etno povorki je pred približno 15.000 gledalci sodelovalo skupaj 2,139 nastopajočih iz 76 skupin. Dd tega kar 35 skupin kurentov (skupaj jih je nastopilo 900 oziroma, ki so rožljali z 4.500 zvonci hkrati), bilo je pa tudi 10 etnografskih skupin iz Slovenije in še 4 iz tujine.
| - 1. Pihalni orkester Ptuj - 2. Princ karnevala s prinčevimi trgovci - 3. Pokači (Tržec, Pobrežje, Župečja vas) - 4. Kopjaši (Markovci) - 5. Vile (Markovci) - 6. Piceki (KUD Baron Muretinci) - 7. Jürek in Rabolj (Dolena) - 8. Medvedi (Markovci) - 9. Ploharji (Cirkovce) - 10. Pobreški plesači (Pobrežje, Videm) - 11. Baba deda nosi (Soviče-Dravci) - 12. Orači (Markovci, Rogoznica, Leskovec, Lancova vas, Podvinci) - 13. Rudarji (Sodinci) - 14. Tlačani (Spuhlja) - 15. Zeliščarke (Draženci) - 16. Kurenti in Koranti (930 kurentov iz 35 različnih društev) – Kurenti Etno MMXV Ptuj – KD Rogoznica (sekcija Koranti) – Kurenti Center Ptuj – E.K.D. veseli Korant – Etnografsko društvo Zvonec – Kurenti Maribor Pobrežje – Društvo Kurenti Ptuj 1 – Koranti Kornunt – KD Folklorno društvo Spuhlja – Društvo Koranti Poetovio Ptuj – Skupina Korantov 311 Ptuj – Veseli Kurenti – Ptuj SKI Kurent Klub – Folklorno društvo Lancova vas (sekcija Koranti) – Etnografsko društvo Kurenti Dioniz (Majšperk) – Koranti Sobetinci – T.D. Koranti Pobrežje (Videm pri Ptuju) – Kulturno, turistično in etnografsko društvo Korantov DEMONI – Koranti Breg – Društvo Koranti Podlehnik – Društvo "Koranti Generacij" – Koranti Grajena – PSC Koranti – Etnografsko društvo Novi Koranti 94 – Etnografsko društvo Ježevka – Etnografsk0 društvo Korant Klub Spomin – Etnografsk0 društvo Koranti Jezero – Etnografsk0 društvo Korantov Duh – TeDe Korant Klub Turnišče Draženci – Etnografsko društvo Maribor – Društvo Miklavški Koranti – Društvo korant Podvinci – Etnografsko društvo Kurent – Koranti Duplek – Etnografsk0 društvo Koranti Hajdina | - 17. Škoromomati (Hrušica) - 18. Šjme Vrbovo (Ilirska Bistrica) - 19. Pustarji (Grgarske Ravne) - 20. Liški pustje (Kanal ob Soči) - 21. Sevski potecini (Cerknica) - 22. Obrški prutarji (Dobova) - 23. Butalci (Cerknica) - 24. Tresimirji in Koši Šoštanjski (Dobova) - 25. Pust Mozirski (Mozirje) - 26. Kungoški Parkli (Kungota) - 27. Baranjske buše (Baranja, Hrvaška) - 28. Srakarski zvončari (Sračinec, Hrvaška) - 29. Grobniški dondolaši (Čavle, Hrvaška) - 30. Su Maimulu (Sardinija, Italija) - 31. Cigani (ED Cigani Dornava, TED Lükari Dornava) |

### 19. Obarjada (3.2.)
Od 2006 se na predpustno soboto, na pobudo Slavka Visenjaka iz Perutnine Ptuj, istočasno z otvoritveno etnografsko povorko na Novem trgu (prej na dvorišču Ptujske kleti, Minoritskega samostana in Mestne tržnice) odvija dobrodelna piščančja "Obarjada", kjer vsako leto kuhajo obaro, ki jo vsako leto organizira Lions klub. Izkupiček od prodaje več tisoč prodanih obar gre v dobrodelne namene, prvotno namenjen slepim in slabovidnim.
Med 9. in 16. uro je na Novem trgu potekala že 19. Obarjada, kjer so letos ponovno z obiskom okrog 8.000 ljudi, zbrali rekordnih 36,895 evrov.

### 8. Dan kurentovih skupin (7.2.)
Dan kurentovih (korantovih) skupin je relativna novost. Poteka od 2017, na pustno sredo in ga organizira Zveza društev kurentov. Gre izključno za večerni nastop kurentov, ko se v starem mestnem jedru zbere na stotine kurentov. Letos se je zbralo 750 kurentov in na tisoče obiskovalcev.

### 11. Sobotni pustni korzo (10.2.)
Sobotni (predtem mestni) pustni korzo redno poteka šele od leta 2013 na pustno soboto, saj so ga po dolgem času obudili na 140. obletnico prvega zabeleženega ptujskega mestnega korza iz leta 1873. Na njem nastopajo zgolj gosposki meščani in dame, precej podobno Beneškim maskam.
Tudi letos je na pustno soboto dopoldan navdušil sobotni pustni korzo, kakor so ga preimenovali in ne več "mestni" pustni korzo.

### 9. Nočni spektakel (10.2.)
Nočni spektakel poteka od leta 2015, letos po novem na pustno soboto, kjer nastopajo le demonske maske kot so krampusi, hudiči, parklji, zombiji...

### 64. Mednarodna karnevalska povorka (11.2.)
Osrednja mednarodna karnevalska povorka je vrhunec vsakoletnega kurentovanja, ki poteka na pustno nedeljo popoldan. Na njej pa nastopa po več tisoč etnografskih in ostalih pustnih mask, tako domačih kot številnih šem iz ostalih evropskih držav, najboljše maske pa so tudi nagrajene. Na njej se zbere v povprečju 50.000 obiskovalcev iz vseh koncev Slovenije, pa tudi iz tujine. To je ena največjih in najpomembnejših povork v Evropi in svetu. V letu 2011 pa se je na glavni mednarodni nedeljski povorki zbralo kar 65.000 ljudi, absolutni rekord, ki še do danes ni bil presežen.
Zaradi skrajšane trase zaradi močnega dežja, ki je na srečo pred načrtovanim dogodkom na srečo ponehal, se je zbralo nekoliko manj ljudi kot prejšnja leta, a še vedno čez 20.000 ljudi. V povorki pa je sodelovalo nekaj čez 2,600 nastopajočih iz 73 skupin (prvotno načrtovanih 2,740 nastopajočih iz 74 skupin), od tega 30 skupin kurentov, 9 karnevalskih skupin (prvotno 10) v tekmovalnem delu in 7 tujih skupin. Vseh pet ptujskih osnovnih šol Mladika, Breg, Olga Meglič, Ljudski vrt in Ljudevita Pivka se je odločilo za skupno masko na mednarodni povorki, a so zaradi vremenske napovedi udeležbo zadnji hip odpovedali. Zaradi napovedanega dežja, ki ga na srečo sicer ni bilo, je bila osrednja karnevalska povorka skrajšana (štart na Vinarskem trgu), brez prvotno začrtane Potrčeve in Trstenjakove. Prvič v zgodovini pa je bil, ravno zaradi vremena na čelu povorke prestavljen nastop kurentov. Najštevilčnejša karnevalska skupina »Otyken Sibirija« (Bukovci) je osvojila prvo nagrado za najboljšo masko.
      ETNOGRAFSKI DEL;
- 1. Pihalni orkester Ptuj
- 2. Princ karnevala s prinčevimi trgovci
- 3. Pokači (Pobrežje pri Vidmu)
- 4. Kopjaši (Markovci)
- 5. Vile (Markovci)
- 6. Jürek in Rabolj (Dolena)
- 7. Pokači (Župečja vas)
- 8. Ploharji (Cirkovce)
- 9. Piceki (Nova vas pri Markovcih)
- 10. Pokači (Tržec)
- 11. Tlačani (Spuhlja)
- 12. Baba deda nosi (Soviče-Dravci)
- 13. Orači (Lancova vas, Leskovec, Mali Okič, Dornava, Kicar, Podlehnik)
- 14. Ruse Center
- 15. Kurenti in Koranti – izjemoma in prvič v zgodovini prestavljeni na čelo povorke
- 16. Cigani (ED Cigani Dornava, TED Lükari Dornava)
- 17.  Survakari (Pernik)
- 18.  Djalamari (Kavadarci)
- 19.  Lola (Sighisoara)
- 20.  Čarojice (Banja Luka)
- 21.  Sitnan (Banska Štiavnica)
- 22.  Perchten (Burghausen)
- 23.  Pavi (Cestica)

      KARNEVALSKI DEL;
- 24. Bavarci-Oktoberfest (Pihalna godba Markovci)
- 25. Veseli klovni
- 26. Hüjdi vragi
- 27. Lectova srca (OŠ O. Meglič, Mladika, Breg, Ljudski Vrt, L. Pivka) – edina skupina, ki je odpovedala udeležbo
- 28. Otyken Sibirija (Bukovci mladina)
- 29. Pink Show (KUD Maska Stojnci)
- 30. Go – Car – Go! Bo kar bo! (Strojna šola Ptuj)
- 31. Šterntalčani (KUD Vetrnice)
- 32. Raizgrani zobki (Društvo Kocil)
- 33. Eskimi (Športno društvo Moškanjci)
- 34. Polinezijci s Tiki bogovi (Karnevalska skupina Mala vas)
- 35. Mesto Agrabah (Karnevalska skupina Bukovci-Vopošnica)
- 36. Pravljični plesalci (TED Sodinci)
- 37. Gusarjeve papige (Moškanjci)
- 38. Made in ADS

### 12. Povorka otrok iz vrtcev (12.2.)
Na pustni ponedeljek je bila dopoldan vsesplošna povorka slovenskih vrtcev. Popoldan pa še otroška maškerada v karnevalski dvorani Campus.

### 64. Pokop pusta (13.2.)
Pokop pusta poteka na pustni torek, kot pred mestno hišo s sežigom tudi uradno pokopljejo pusta. Sredi poldneva se na Ptuju zapre večino uradov in trgovin, številni Ptujčani pa se našemljeni podajo na ulice nabito polnega starega mestnega jedra, kjer cel dan ob dobri glasbi rajajo do jutra.

## Karnevalska dvorana
Med 2.–12. februarjem 2024 je v karnevalski dvorani Campus (ločeno od etnografskih in karnevalskih sprevodov) potekal komercialni del z različnimi glasbenimi izvajalci, otroškimi povorkami, tradicionalno študentsko zabavo Kurentanc in veliko pustno sobotno zabavo.

### Arena Campus Sava Ptuj
| Datum | Vsi nastopajoči                            | Dan               |
| ----- | ------------------------------------------ | ----------------- |
| 2.2.  | ↓ OTVORITVENI KONCERT (ob 21. uri) ↓       | petek             |
| 2.2.  | Luka Basi, Tanja Žagar in DJ               | petek             |
| 3.2.  | ↓ BALKAN NIGHT (ob 21. uri) ↓              | sobota            |
| 3.2.  | Saša Matić, Dara Bubamara in DJ            | sobota            |
| 7.2.  | ↓ PUSTNA SREDA (ob 21. uri) ↓              | pustna sreda      |
| 7.2.  | Petar Grašo, Učiteljice in DJ              | pustna sreda      |
| 8.2.  | ↓ POLI ŽUR OTROŠKA ZABAVA (ob 16. uri) ↓   | pustni četrtek    |
| 8.2.  | Čuki in Ribič Pepe                         | pustni četrtek    |
| 9.2.  | ↓ KURENTANC (ob 21. uri) ↓                 | pustni petek      |
| 9.2.  | Mi2, Kingston in David NYX                 | pustni petek      |
| 10.2. | ↓ KARNEVALSKI BAL Z VEČERJO (ob 16. uri) ↓ | pustna sobota     |
| 10.2. | Miran Rudan inDESIGN, Tarapana Band in DJ  | pustna sobota     |
| 12.2. | ↓ VELIKA OTROŠKA MAŠKERADA ↓               | pustni ponedeljek |
| 12.2. | 'Čarovnik Grega                            | pustni ponedeljek |

## Pokrovitelji
Pod pokroviteljstvom U.N.E.S.C.O. svetovne nesnovne kulturne dediščine.

### Glavni deležniki in organizatorji
- Zavod za turizem Ptuj
- Mestna občina Ptuj
- Javne službe Ptuj
- FECC
- Zveza društev kurentov
- Svet princev karnevala
- I Feel Slovenia

### Partnerji
| - Adriaplin - Zavarovalnica Triglav - Perutnina Ptuj - Cestno podjetje Ptuj - NLB Skupina - Javne službe Ptuj - Talum - Dravske elektrarne Maribor (DEM) - arriva - Ptujska klet - Intera - PSS Ptuj d.o.o. | - Casino Admiral Ptuj - Telemach - Jager - Petrol - McDonald's - Sava Hotels & Resorts - Ptujske pekarne - IVD - Drava d.o.o. (vodno gospodarsko podjetje) - Gostilna Ribič - Komunala Ptuj |  |

## Nagrade
Ocenjevalno žirijo so sestavljali Marija Hernja Masten (zgodovinarka), Marija Goznik (novinarka in predstavnica Turističnega društva Ptuj) in Sabina Hameršak Zorec (modna oblikovalka). Sodelovalo je 9 skupin, prvotno 10, saj so šole odpovedale nastop, nagrajene pa vse sodelujoče skupine.
Za najboljšo karnevalsko masko mednarodne povorke se ocenjuje izvirnost, izdelava mask, zgodovinsko ozadje, nastop in številčnost.

### Karnevalske skupine
|            | Nastopajoči                                                | Nagrada     |
| ---------- | ---------------------------------------------------------- | ----------- |
| 1. nagrada | »Otyken Sibirija« (Bukovci mladina)                        | 1,500 evrov |
| 2. nagrada | »Polinezijci s Tiki bogovi« (Karnevalska skupina Mala vas) | 1,200 evrov |
| 3. nagrada | »Šterntalčani« (KUD Vetrnice)                              | 900 evrov   |

## Etnografski liki
Avtohtoni etnografski liki iz Ptujskega polja, Dravskega polja ter z območja Haloz:
| - "Kurent" ali "Korant" (glavni etnografski lik) - "Pustni plesači" (Pobrežje, Videm) - "Pokači" (za srečo in blagostanje) - "Ploharji" (za čaranje plodnosti) - "Orači" (zarišejo magični krog) - "Hudič" (bojte, bojte, prihaja) - "Kopjaš" (ženitni lik) - "Cigani" (Dornava) | - "Moža išče kopanja" (slamnata nevesta) - "Kurike in piceki" (za dobro letino) - "Nagajivi medved" (Ptujsko polje) - "Baba deda nosi" (duhovi rajnih) - "Jürek in rabolj" (Haloze) - "Vile" (Zabovci) - "Ruse" (Ptujsko polje) |  |

## 19. Princ karnevala
Francesco Guffante, ptujski mestni sodnik, tokrat novi in že 19. princ karnevala, spet nazaj z dveletnim mandatom, je ob uradni otvoritvi pusta (3.2.) od županje prejel ključe mestne hiše in za 11 dni prevzel mestno oblast. In jo ob pokopu pusta (13.2.) spet predal nazaj županji.

## Trasa

### Otvoritvena etnografska povorka (3.2.)
- Muzejski trg (start) – Prešernova – Slovenski trg – Slomškova – Miklošičeva – Mestni trg – Krempljeva – Minoritski trg – Dravska –
 Miheličeva galerija (zaključek)

### Dan kurentovih skupin (7.2.)
- Prešernova (start) – Slovenski trg – Slomškova – Miklošičeva – Mestni trg – Murkova – Kurentova hiša (zaključek)

### Sobotni pustni korzo (10.2.)
- Mestni trg (start) – Miklošičeva – Slomškova – Slovenski trg – Murkova – Mestni trg (zaključek)

### Mednarodna karnevalska povorka (11.2.)
- Potrčeva-križišče Kivi-Trstenjakova (start) – Vinarski trg – Lackova – Mestni trg – Krempljeva – Minoritski trg – Dravska –
 Miheličeva galerija (zaključek)

### Povorka otrok iz vrtcev (12.2.)
- Muzejski trg (start) – Prešernova – Slovenski trg – Murkova – Mestni trg – Krempljeva – Minoritski trg – Dravska – Miheličeva galerija (zaključek)

## Bližnji etnografski fašenki

### V okolici Ptuja
| #   | Povorka         | Dan               | Od   |
| --- | --------------- | ----------------- | ---- |
| 31. | Markovci        | pustna sobota     | 1992 |
| 32. | Cirkovci        | pustni torek      | 1993 |
| 29. | Cirkulane       | pustna sobota     | 1994 |
| 27. | Videm pri Ptuju | pustni ponedeljek | 1996 |
| 23. | Majšperk        | pustna sobota     | 2000 |

## Sorodno

### 12. Cleveland Kurentovanje
Med 3. in 10. februarjem 2024 so v ameriški zvezni državi Ohio, v mestu Cleveland, kjer živi največja slovenska izseljenska skupnost, zapored organizirali že 12. Clevelandsko Kurentovanje, ki v veliki meri kopira in slavi naše Ptujsko kurentovanje in tudi Slovenijo nasploh. Za uvod so na isti dan, sicer pozno popoldan, prav tako kot pri nas izvedli Kurentov skok 2024. Vrhunec pa je doseglo z veliko parado po mestu, na pustno soboto (10.2.), ki je bila skoncentrirana v soseski St. Clair–Superior, kjer so tudi cerkev St. Vitus Church, Slovenski dom in Slovenski muzej.
| Datum | Spored dogodkov                         | Spored dogodkov                           | Dan                   |
| ----- | --------------------------------------- | ----------------------------------------- | --------------------- |
| 3.2.  | »The White Costumes«                    | »Beli pustni etnografski kostumi«         | predpustna sobota     |
| 3.2.  | »Kurent Jump 2024«                      | »Kurentov skok 2024«                      | predpustna sobota     |
| 4.2.  | »The Slovenian & Slavic Myths«          | »Slovenski in slovanski miti«             | predpustna nedelja    |
| 5.2.  | »Exploring the Art of Idrija Lace«      | »Raziskovanje umetnosti Idrijske čipke«   | predpustni ponedeljek |
| 6.2.  | »Cooking Demonstrations 2024«           | »Kuharske delavnice 2024«                 | predpustna torek      |
| 7.2.  | »Slovenian Wine Tasting«                | »Okušanje slovenskih vin«                 | predpustna sreda      |
| 8.2.  | »Prešeren Day Celebration«              | »Praznovanje Prešernovega dneva«          | pustni četrtek        |
| 9.2.  | »Researching Slovenian Sports Heritage« | »Spoznavanje slovenske športne dediščine« | pustni petek          |
| 10.2. | »6th Annual Kurent Dash 5k«             | »6. Kurentov tek z zvonci 5k«             | pustna sobota         |
| 10.2. | »12th Cleveland Kurentovanje Parade«    | »12. osrednje Clevelandsko Kurentovanje«  | pustna sobota         |